# Gothenburg English Studio Theatre

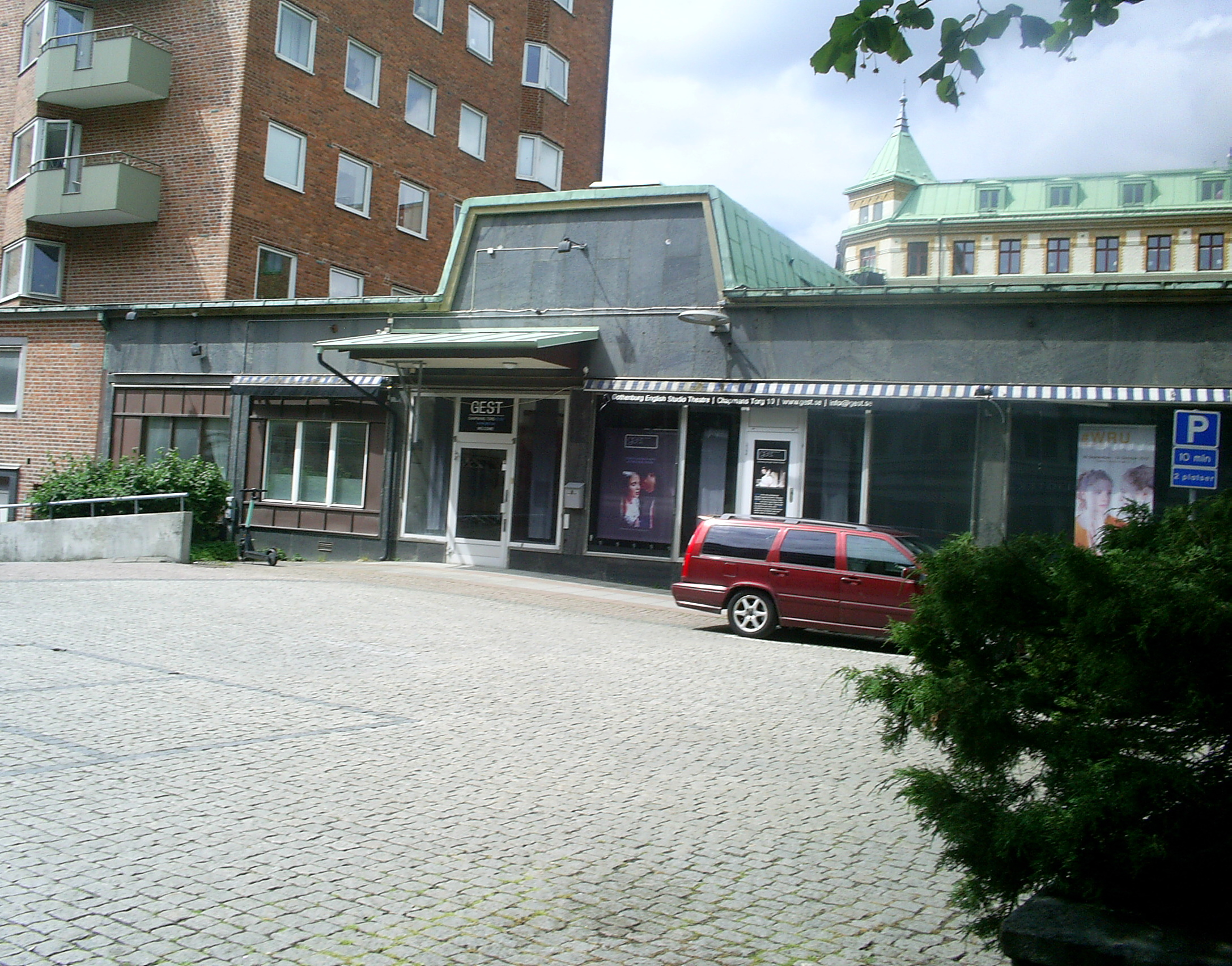
Teatern 2021.

Gothenburg English Studio Theatre (GEST) (tidigare Gothenburg English Speaking Theatre) är en teatergrupp startad år 2005 i Göteborg. GEST spelar engelskspråkig teater på originalspråk och är den enda engelskspråkiga teatern i västra Sverige. Skådespelare och regissörer bjuds ofta in från Storbritannien. GEST har på senare år även utvecklat en Creative Learning Department (kreativ utbildningssektion), där de samarbetar med skolor och högskolor genom drama-workshops och diskussioner efter föreställningar.

## Historik
GEST startades 2005 av Kristina Brändén Whitaker och Gary Whitaker, båda skådespelare och regissörer som varit verksamma i Storbritannien. GEST spelade på olika teatrar i Göteborg, till exempel Hagateatern och Folkteatern, fram tills att gruppen fick sin egen teaterlokal 2012 vid Chapmans Torg. GEST bytte även namn vid inflyttningen. Gruppen medverkade år 2010 på Fringefestivalen i Edinburgh och tilldelades där "The Fringe Review Award for Outstanding Theatre" för sin originalproduktion av Kristina Brändén Whitakers pjäs Expectations. GEST tilldelades även "Årets Katharsis" av Scenkonstgalan 2015 för Constellations.

## Pjäser

### Uppsättningar
- After Miss Julie (2006) av Patrick Marber
- The Collector (2007) av Mark Healy[8]
- After the End (2008) av Dennis Kelly
- Stones in His Pockets (2009) av Marie Jones. I arrangemang med Paul Elliott, Adam Kenwright och Pat Moylan
- Contractions (2010) av Mike Bartlett[9]
- Cock (2010) av Mike Bartlett
- This Wide Night (2011) av Chloë Moss[10]
- My Romantic History (2011) av D. C. Jackson
- Expectations (2010, 2012) av Kristina Brändén Whitaker[11]
- Fly Me to the Moon (2012) av Marie Jones[12]
- Foxfinder (2013) av Dawn King[13]
- The Woman in Black (2013) av Stephen Mallatratt and Susan Hill[14]
- Belongings (2014) av Morgan Lloyd Malcolm[15]
- Constellations / One Day When We Were Young (2015) av Nick Payne[16]
- Yen (2015) av Anna Jordan[17]
- The Events (2016) av David Greig. Komposition av John Browne[18]
- These Halcyon Days (2016) av Deirdre Kinahan[19]
- Offline (2016) av Kristina Brändén Whitaker, Elizabeth Neale and James Hogg[20]
- Broken Bicuits (2017) av Tom Wells[21]

### Gästföreställningar
- Grounded (2014) av George Brant[22]
- Woody Allen(ish) (2016) av Simon Schatzberger[23]
- Pope Head: The Secret Life of Francis Bacon (2017) av Garry Roost[24]